# Villette (Lavaux)

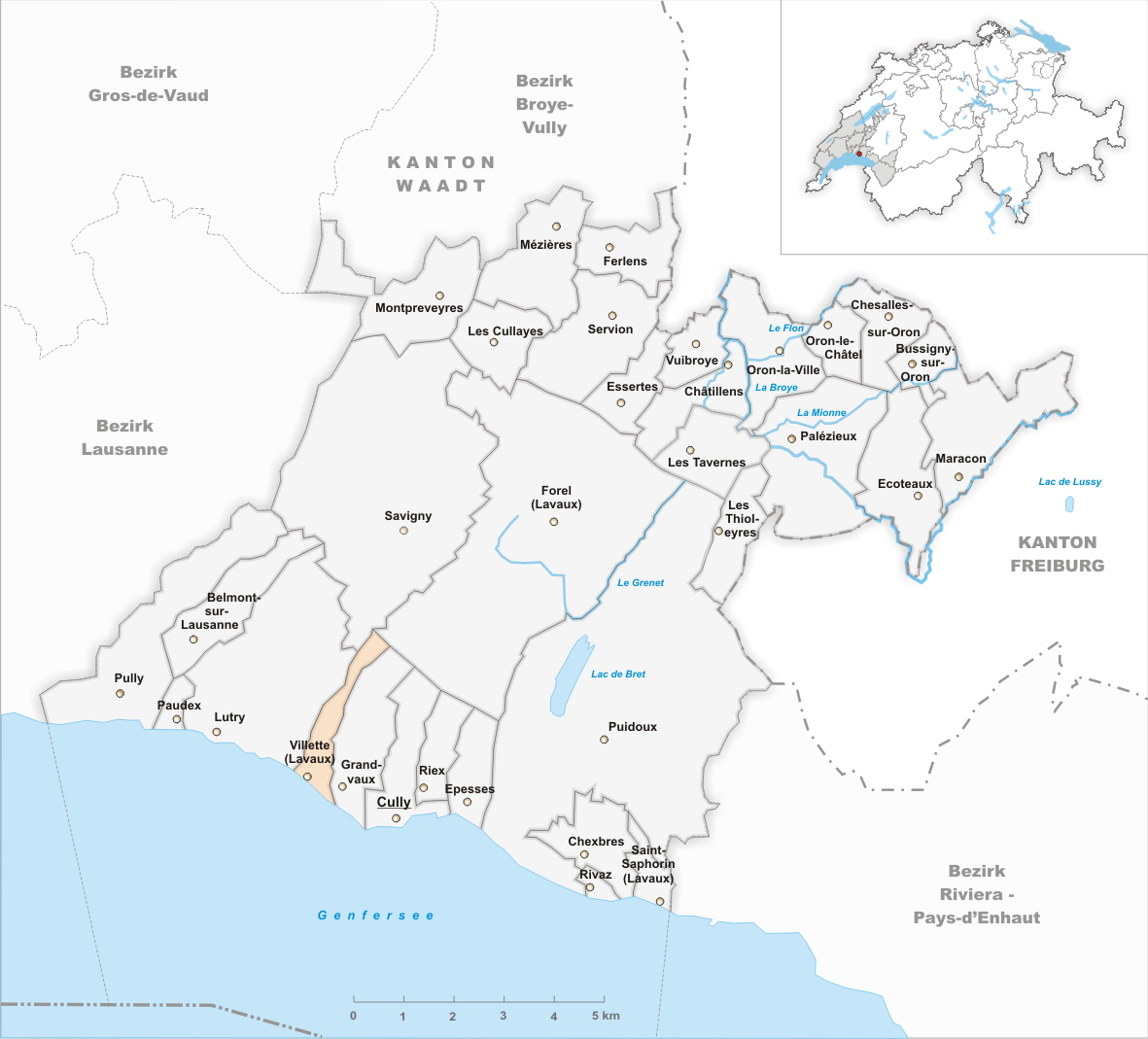
Gemeindestand vor der Fusion am 30. Juni 2011

Villette (Lavaux) war bis zum 1. Juli 2011 eine politische Gemeinde im Distrikt Lavaux-Oron im Kanton Waadt in der Schweiz. Sie fusionierte mit Cully, Epesses, Grandvaux und Riex zur neuen politischen Gemeinde Bourg-en-Lavaux.

## Geographie

Luftbild, Villette am See, Weiler Aran links (1948)

Villette (Lavaux) liegt auf 397 m ü. M., sieben Kilometer ostsüdöstlich der Kantonshauptstadt Lausanne (Luftlinie). Das Winzerdorf erstreckt sich am Nordufer des Genfersees, am Fuss der Weinberge des Lavaux.
Die Fläche des 1,4 km² grossen Gemeindegebiets umfasst einen Abschnitt des Lavaux am Nordufer des Genfersees (rund 1100 m Seeuferlinie). Der Gemeindeboden erstreckt sich vom Seeufer als schmaler Streifen nordwärts die Rebhänge hinauf über die Terrasse von Jordillon bis auf das angrenzende Hochplateau südöstlich des Jorat im Quellgebiet des Baches Bouteiller. Hier, auf der Wasserscheide zwischen den Einzugsgebieten von Rhone und Rhein, wird mit 734 m ü. M. der höchste Punkt von Villette (Lavaux) erreicht. Von der Gemeindefläche entfielen 1997 26 % auf Siedlungen, 2 % auf Wald und Gehölze, 70 % auf Landwirtschaft und etwas mehr als 2 % war unproduktives Land.
Zu Villette (Lavaux) gehören die Weiler Aran (467 m ü. M.), Châtagny (500 m ü. M.) und Montagny (470 m ü. M.), alle am Hang des Lavaux inmitten der Weinberge gelegen, sowie einige Einzelhöfe auf den Hochflächen. Nachbargemeinden von Villette (Lavaux) sind Lutry, Savigny, Forel (Lavaux) und Grandvaux.

## Bevölkerung
Mit 581 Einwohnern (Stand 31. Dezember 2010) gehörte Villette (Lavaux) zu den kleinen Gemeinden des Kantons Waadt. Von den Bewohnern sind 88,5 % französischsprachig, 4,6 % deutschsprachig und 2,0 % englischsprachig (Stand 2000). Die Bevölkerungszahl von Villette (Lavaux) belief sich 1900 auf 340 Einwohner. Danach blieb sie bis 1960 (362 Einwohner) ziemlich stabil. Seither wurde eine deutliche Bevölkerungszunahme verzeichnet, besonders während der 1990er Jahre. Da der Rebhang von Villette geschützt ist, entstehen Neubauten überwiegend im oberen Gemeindeteil oberhalb der Autobahn.

## Wirtschaft
Villette (Lavaux) war bis in die zweite Hälfte des 20. Jahrhunderts ein vorwiegend durch die Landwirtschaft geprägtes Dorf. Noch heute hat der Weinbau an den optimal besonnten Hängen des Lavaux (rund 45 ha) einen wichtigen Stellenwert in der Erwerbsstruktur der Bevölkerung. In Villette (Lavaux) werden hauptsächlich Qualitätsweine der Appellation Villette erzeugt. Auf den Hochflächen herrschen Ackerbau und Viehzucht vor. Weitere Arbeitsplätze sind im lokalen Kleingewerbe und vor allem im Dienstleistungssektor vorhanden. Das Gewerbe von Villette (Lavaux) ist neben den Gütern des täglichen Bedarfs auch auf den Tourismus ausgerichtet. Es gibt mehrere Weinhandlungen. Durch den Bau von zahlreichen Einfamilienhäusern in den letzten Jahrzehnten hat sich das Dorf zu einer Wohngemeinde entwickelt. Viele Erwerbstätige sind deshalb Wegpendler, die vor allem in Lausanne und in der Region Vevey-Montreux arbeiten.

## Verkehr
Villette (Lavaux) ist verkehrstechnisch gut erschlossen. Sie liegt an der Hauptstrasse 9, die von Lausanne entlang dem Seeufer via Vevey und Montreux ins Wallis führt. Die nächsten Autobahnanschlüsse an die 1974 eröffnete A9 (Lausanne-Sion), welche das ehemalige Gemeindegebiet durchquert, befinden sich bei Belmont (im Westen, rund 5 km entfernt) und bei Chexbres (im Osten, rund 8 km entfernt). Am 2. April 1861 wurde der Abschnitt Lausanne-Villeneuve der Bahnlinie von Lausanne ins Wallis mit einem Bahnhof in Villette (Lavaux) in Betrieb genommen.

## Geschichte

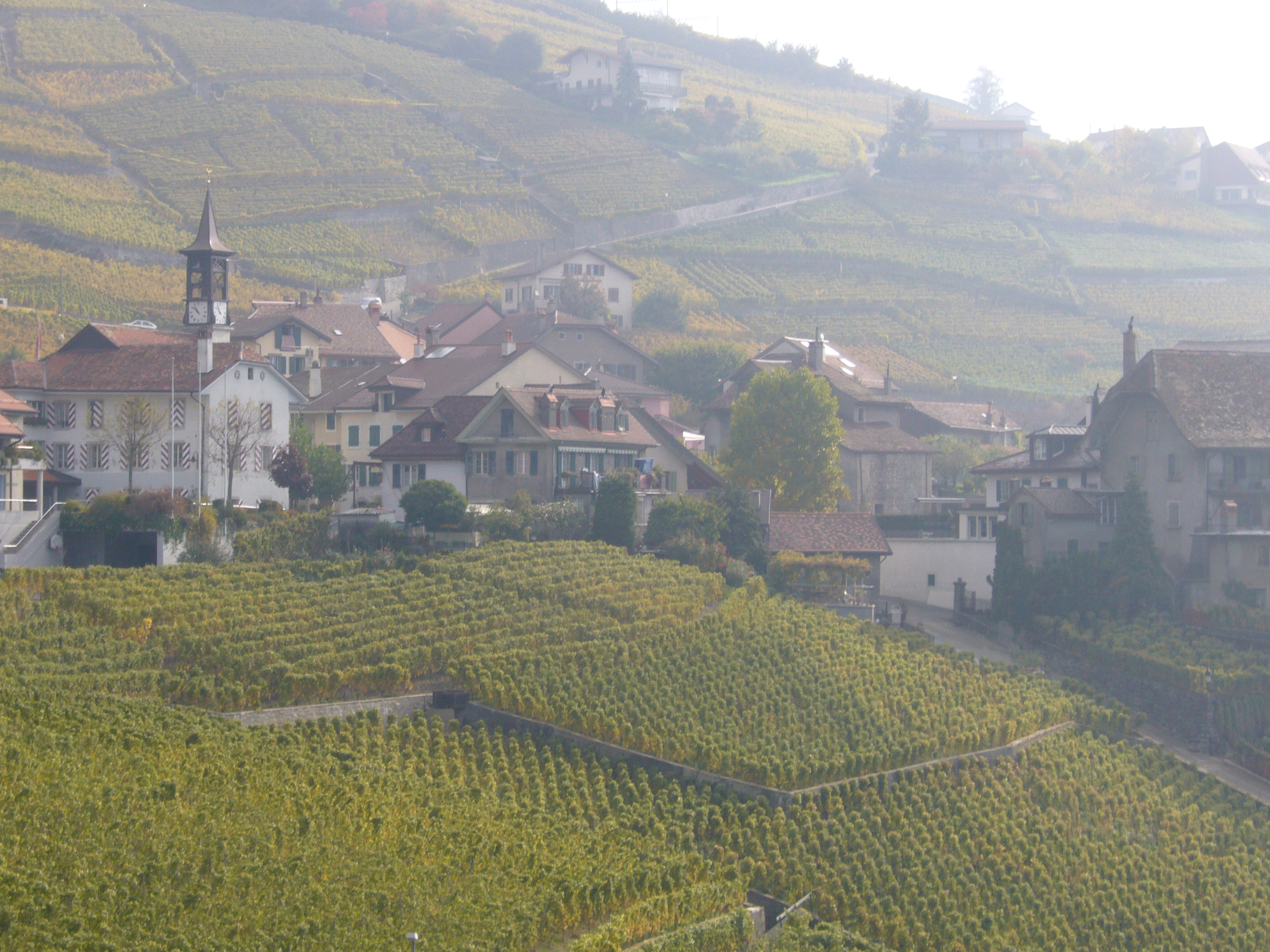
Der Weiler Aran

Seit dem 11. Jahrhundert unterstand Villette (Lavaux) dem Bischof von Lausanne. Seine bereits um 1134 erwähnte Kirche war Pfarrkirche des gesamten heutigen Cercle de Cully. Mit der Eroberung der Waadt durch Bern im Jahr 1536 gelangte Villette (Lavaux) unter die Verwaltung der Vogtei Lausanne. Nach dem Zusammenbruch des Ancien Régime gehörte das Dorf von 1798 bis 1803 während der Helvetik zum Kanton Léman, der anschliessend mit der Inkraftsetzung der Mediationsverfassung im Kanton Waadt aufging. 1798 wurde es dem Bezirk Lavaux zugeteilt.
Villette (Lavaux) bildete bis 1824 eine Grossgemeinde. Danach wurden Grandvaux, Cully, Riex, Epesses und Forel (Lavaux) unabhängig, und Villette (Lavaux) erhielt die Grenzen, die bis zur Fusion zur Gemeinde Bourg-en-Lavaux am 1. Juli 2011 gültig waren. Seit 1864 befand sich die Gemeindeverwaltung von Villette im Weiler Aran. Ein Projekt zur Fusion der fünf Gemeinden Cully, Epesses, Riex, Grandvaux und Villette (Lavaux) scheiterte vorerst in einer Abstimmung am 27. Februar 2005 am Widerstand der Bevölkerung von Grandvaux.

## Sehenswürdigkeiten
Die reformierte Pfarrkirche Saint-Saturnin in Villette stammt in ihrer heutigen Gestalt aus dem 13. und 14. Jahrhundert. Im Chor sind Wandmalereien aus dem 14. und 15. Jahrhundert erhalten. Am Dorfeingang steht das sogenannte Landvogthaus, ein spätgotisches Gebäude mit Krüppelwalmdach, das im 16. Jahrhundert erbaut wurde. Auch Aran hat das Ortsbild eines typischen Winzerdorfes bewahrt.